# Ray Charles (album)
Ray Charles è l'album discografico di debutto di Ray Charles pubblicato dalla Atlantic Records nel 1957.
Nel 1962 è stato ripubblicato con il titolo Hallelujah I Love Her So.

## Tracce
Lato A
1. Ain't That Love – 2:50 (Ray Charles) – Registrato a New York City, New York il 27 novembre 1956
2. Drown in My Own Tears – 3:15 (Henry Glover) – Registrato a New York City, New York il 30 novembre 1955
3. Come Back Baby – 3:00 (Ray Charles) – Registrato ad Atlanta, Georgia il 18 novembre 1954
4. Sinner's Prayer – 3:15 (Lowell Fulson) – Registrato a New York City, New York il 17 maggio 1953
5. Funny (But I Still Love You) – 3:05 (Ray Charles) – Registrato a New York City, New York il 17 maggio 1953
6. Losing Hand – 3:07 (Charles Calhoun) – Registrato a New York City, New York il 17 maggio 1953
7. A Fool for You – 2:59 (Ray Charles) – Registrato a Miami, Florida il 23 aprile 1955

Durata totale: 21:31
Lato B
1. Hallelujah I Love Her So – 2:35 (Ray Charles) – Registrato a New York City, New York il 30 novembre 1955
2. Mess Around – 2:39 (A. Nugetre (Ahmet Ertegün)) – Registrato a New York City, New York il 17 maggio 1953
3. This Little Girl of Mine – 2:30 (Ray Charles) – Registrato a Miami, Florida il 23 aprile 1955
4. Mary Ann – 2:41 (Ray Charles) – Registrato a New York City, New York il 30 novembre 1955
5. Greenbacks – 2:49 (Renald Richard) – Registrato ad Atlanta, Georgia il 18 novembre 1954
6. Don't You Know – 2:36 (Ray Charles) – Registrato a New Orleans, Louisiana il 4 dicembre 1953
7. I Got a Woman – 2:48 (Ray Charles) – Registrato ad Atlanta, Georgia il 18 novembre 1954

Durata totale: 18:38

## Musicisti
Ain't That Love
- Ray Charles - pianoforte, voce
- Joe Bridgewater - tromba
- John Hunt - tromba
- David Fathead Newman - sassofono tenore, sassofono alto
- Emmett Dennis - sassofono baritono
- Roosevelt Sheffield - contrabbasso
- William Peeples - batteria

Drown in My Own Tears, Hallelujah I Love Her So e Mary Ann
- Ray Charles - pianoforte, voce
- Joe Bridgewater - tromba
- Joshua Willis - tromba
- Don Wilkerson - sassofono tenore
- Cecil Payne - sassofono baritono
- Paul West - contrabbasso
- Panama Francis - batteria

Come Back Baby, Greenbacks e I Got a Woman
- Ray Charles - pianoforte, voce
- Joe Bridgewater - tromba
- Charles Whitley - tromba
- Don Wilkerson - sassofono tenore
- David Fathead Newman - sassofono baritono
- Wesley Jackson - chitarra
- Jimmy Bell - contrabbasso
- Glenn Brooks - batteria

Sinner's Prayer, Funny (But I Still Love You), Losing Hand e Mess Around
- Ray Charles - pianoforte, voce
- Jesse Drakes - tromba
- Sam The Man Taylor - sassofono tenore
- Dave McRae - sassofono baritono
- Mickey Baker - chitarra
- Lloyd Trotman - contrabbasso
- Connie Kay - batteria

A Fool for You e The Little Girl of Mine
- Ray Charles - pianoforte, voce
- Joe Bridgewater - tromba
- Riley Webb - tromba
- David Fathead Newman - sassofono alto, sassofono baritono
- Don Wilkerson - sassofono tenore
- Roosevelt Sheffield - contrabbasso
- William Peeples - batteria

Don't You Know
- Ray Charles - pianoforte, voce
- Wallace Davenport - tromba
- Frank Mitchell - tromba
- O'Neil Gerald - sassofono alto
- Joe Tillman - sassofono tenore
- Warren Bell - sassofono baritono
- Lloyd Lambert - contrabbasso
- Oscar Moore - batteria[2]